# 相里斌
相里斌（1967年3月—），男，汉族，山西万荣人，生于西安，中国光谱成像和遥感专家，中国科学院院士，中国共产党党员，现任国家发展和改革委员会副主任，曾任中国科学院副院长、科学技术部副部长。中国科学技术大学精密机械与仪器专业毕业。第十一届、十二届全国人大代表。

## 生平
历任中国科学院西安光学精密机械研究所所长、高技术应用发展局副局长/局长、西安分院院长、光电研究院院长、卫星导航总体部主任、上海微小卫星工程中心主任、中科院计算光学成像技术重点实验室主任等，兼任国家863计划航天航空技术领域专家委员会主任等。
2016年4月，任中国科学院副院长、党组成员。
2020年10月，任科学技术部副部长、党组成员。
2023年7月，任国家发展和改革委员会党组成员（副部长级）。
2024年6月，任国家发展和改革委员会副主任（兼职）。